# Berioana pauliani
Berioana pauliani är en fjärilsart som beskrevs av Pierre E.L. Viette 1963. Berioana pauliani ingår i släktet Berioana och familjen nattflyn. Inga underarter finns listade i Catalogue of Life.